# Koboltkardinal
Koboltkardinal (Cyanocompsa parellina) är en centralamerikansk fågel i familjen kardinaler inom ordningen tättingar.

## Utseende och läten
Koboltkardinalen är en 13–14 cm lång finkliknande fågel, jämnstor med indigofinken men sattare och med kraftigare, något böjd näbb. Hanen är mörkblå med ljusare blått på panna, skuldorna, övergumpen och i ett strupsidesstreck. Honan är mörkt rödbrun utan ljusare vingband som hos indigofinken.

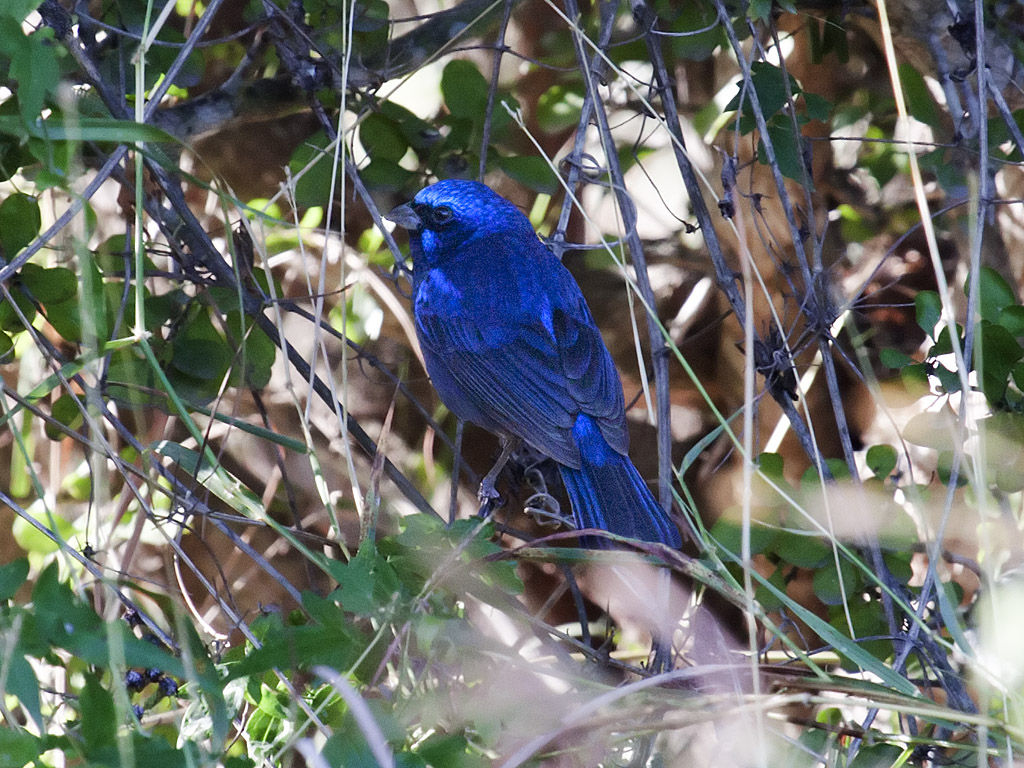

Fåglar i västra Mexiko (indigotica) är större och ljusare med mindre blått på ryggen hos hanen och mindre bjärt rödbrunt hos honan med ljusare strupe och buk.
Sången är ljus, behaglig och klingande, bestående av klara fraser som levereras utan pauser, mot slutet avtagande. Lätet är ett klart tjippande ljud, olikt Passerina-finkar.

## Utbredning och systematik
Koboltkardinal delas in i tre underarter i två grupper med följande utbredning:
- parellina/beneplacita-gruppen
  - Cyanocompsa parellina beneplacita – nordöstra Mexiko (södra Tamaulipas, östra San Luis Potosí och södra Nuevo León)
  - Cyanocompsa parellina parellina – östra Mexiko (Veracruz och östra Puebla) till Nicaragua
- Cyanocompsa parellina indigotica – Stillahavssluttningen i Mexiko (Sinaloa till Tehuantepecnäset)

Vissa urskiljer även underarten lucida med utbredning från nordöstra till östra Mexiko.
Fågeln är en återkommande men sällsynt gäst i USA, i södra Texas och Louisiana.

### Släktskap
Tidigare delade koboltkardinalen släkte med blåsvart kardinal och ultramarinkardinal. Genetiska studier visar dock att dessa är mycket nära släkt med azurkardinalen (Cyanoloxia glaucocaerulea), varför de numera i inkluderas i Cyanoloxia. Koboltkardinalen är istället systerart till arterna i Passerina.

## Levnadssätt
Koboltkardinalen hittas i skogsbryn, tät undervegetation i högvuxen skog och i buskmarker. Den ses födosöka enstaka eller i par långt ner i vegetationen. Fåglar i häckningstillstånd har noterats i maj i Belize. Det skålformade boet av smårötter, gräs och växtdelar placeras i en buske.

## Status
Arten har ett stort utbredningsområde, men minskar i antal, dock inte tillräckligt kraftigt för att anses vara hotad. Internationella naturvårdsunionen IUCN placerar den därför i kategorin livskraftig. Beståndet uppskattas till i storleksordningen 50 000 till en halv miljon vuxna individer.